# (Like a) Locomotion
(Like a) Locomotion is een single van Left Side. Left Side had eind jaren '60 een aantal kleine hitjes, daarna viel de groep stil. Toen de band een platencontract afsloot bij Philips Records/Phonogram kwamen ze onder leiding te staan van Peter Koelewijn. Dit resulteerde wederom in een paar hitjes, maar de band brak nooit definitief door.
Hierna nam Koelewijn het nummer nog tweemaal op; in 1973 met Unit Gloria en Bonnie St. Claire en in 1988 met Bam to Bam Bam. In Frankrijk werd het nummer in 1988 gecoverd door Veronike Ryke. In Duitsland verscheen in 1998 een cover van het nummer gemaakt door Frank Agness.

## Hitnotering
Het plaatje was voornamelijk in België populair.

### Nederlandse Top 40
| Hitnotering: week 41 t/m 47 in 1973 | Hitnotering: week 41 t/m 47 in 1973 | Hitnotering: week 41 t/m 47 in 1973 | Hitnotering: week 41 t/m 47 in 1973 | Hitnotering: week 41 t/m 47 in 1973 | Hitnotering: week 41 t/m 47 in 1973 | Hitnotering: week 41 t/m 47 in 1973 | Hitnotering: week 41 t/m 47 in 1973 | Hitnotering: week 41 t/m 47 in 1973 |
| Week:                               | 1                                   | 2                                   | 3                                   | 4                                   | 5                                   | 6                                   | 7                                   |                                     |
| ----------------------------------- | ----------------------------------- | ----------------------------------- | ----------------------------------- | ----------------------------------- | ----------------------------------- | ----------------------------------- | ----------------------------------- | ----------------------------------- |
| Positie:                            | 31                                  | 24                                  | 17                                  | 18                                  | 20                                  | 30                                  | 34                                  | uit                                 |

### NederlandseDaverende 30
| Hitnotering: 20-10-1973 t/m 16-11-1973 | Hitnotering: 20-10-1973 t/m 16-11-1973 | Hitnotering: 20-10-1973 t/m 16-11-1973 | Hitnotering: 20-10-1973 t/m 16-11-1973 | Hitnotering: 20-10-1973 t/m 16-11-1973 | Hitnotering: 20-10-1973 t/m 16-11-1973 |
| Week:                                  | 1                                      | 2                                      | 3                                      | 4                                      |                                        |
| -------------------------------------- | -------------------------------------- | -------------------------------------- | -------------------------------------- | -------------------------------------- | -------------------------------------- |
| Positie:                               | 28                                     | 18                                     | 24                                     | 24                                     | uit                                    |

### BelgischeBRT Top 30
| Hitnotering: 3-11-1973 t/m 11-1-1974 | Hitnotering: 3-11-1973 t/m 11-1-1974 | Hitnotering: 3-11-1973 t/m 11-1-1974 | Hitnotering: 3-11-1973 t/m 11-1-1974 | Hitnotering: 3-11-1973 t/m 11-1-1974 | Hitnotering: 3-11-1973 t/m 11-1-1974 | Hitnotering: 3-11-1973 t/m 11-1-1974 | Hitnotering: 3-11-1973 t/m 11-1-1974 | Hitnotering: 3-11-1973 t/m 11-1-1974 | Hitnotering: 3-11-1973 t/m 11-1-1974 | Hitnotering: 3-11-1973 t/m 11-1-1974 | Hitnotering: 3-11-1973 t/m 11-1-1974 |
| Week:                                | 1                                    | 2                                    | 3                                    | 4                                    | 5                                    | 6                                    | 7                                    | 8                                    | 9                                    | 10                                   |                                      |
| ------------------------------------ | ------------------------------------ | ------------------------------------ | ------------------------------------ | ------------------------------------ | ------------------------------------ | ------------------------------------ | ------------------------------------ | ------------------------------------ | ------------------------------------ | ------------------------------------ | ------------------------------------ |
| Positie:                             | 22                                   | 21                                   | 5                                    | 14                                   | 4                                    | 8                                    | 10                                   | 11                                   | 11                                   | 22                                   | uit                                  |